# Автомагістраль M-3 (Пакистан)
Автомагістраль М-3 (урду موٹروے 3) — автомагістраль із півночі на південь у Пакистані, що з’єднує лахорський кінець M-2 з М-4 біля Абдул Хакіма.
Автомагістраль М-3 є паралельною автомагістралі М-4 і пролягає на схід від Лахора до міста Абдул Хакім, тоді як автомагістраль М-4 з'єднує М-2 з тим же містом Абдул Хакім.
Відстань між Лахором і Мултаном через N5 становить 323 км згідно з офіційним сайтом Національного управління автомобільних доріг.

## Відкриття
Автомагістраль M-3 (автомагістраль від Лахора до Абдула Хакіма) була урочисто відкрита 31 березня 2019 року. Автомагістраль М-3 зливається з автомагістраллю М-4 в Абдул-Хакімі (Дархана).